# Robert E. Thompson
Robert E. Thompson (* 3. November 1924 in Los Angeles, Kalifornien; † 11. Februar 2004 in Santa Monica, Kalifornien) war ein US-amerikanischer Drehbuchautor und Fernsehproduzent.

## Leben
Thompson diente während des Zweiten Weltkrieges in Europa und im Pazifik. Nach dem Ende Krieg studierte er an der Yale University. In dieser Zeit verfasste er verschiedene Kurzgeschichten und Bühnenstücke. Ein weiterführendes Studium führte ihn an die Stanford University und er begann als Journalist zu arbeiten. Mitte der 1950er Jahre schlug er die Karriere eines Drehbuchautors ein und arbeitete hauptsächlich für verschiedene Fernsehserien. In den 1960er und 1970er Jahren war er auch als Produzent tätig, u. a. bei Tausend Meilen Staub. Für das Drehbuch zu Nur Pferden gibt man den Gnadenschuß war er gemeinsam mit James Poe 1970 für den Oscar in der Kategorie Bestes adaptierte Drehbuch nominiert. 1971 folgte eine Nominierung für den British Academy Film Award. Zuletzt war Thompson in den 1970er und 1980er Jahren an einer Reihe von Fernsehfilmen beteiligt.
Thompson starb infolge einer Lungenentzündung. Er wurde von seiner Frau und einer Tochter überlebt.

## Filmografie (Auswahl)
- 1960–1962: Have Gun – Will Travel (Fernsehserie)
- 1966: Texas Colt (The Dangerous Days of Kiowa Jones)
- 1969: Nur Pferden gibt man den Gnadenschuß (They Shoot Horses, Don’t They?)
- 1972: Der Hund von Baskerville (The Hound of the Baskervilles)
- 1974: Gefahr am Niagara (The Great Niagara)
- 1976: Der Fall Gary Powers (Francis Gary Powers: The True Story of the U-2 Spy Incident)
- 1977: Wer erschoß John F. Kennedy? (The Trial of Lee Harvey Oswald)
- 1980: Brave New World